# Pitkäjärvi (sjö i S:t Michel, Södra Savolax)
Pitkäjärvi är en sjö i kommunen S:t Michel i landskapet Södra Savolax i Finland. Sjön ligger 89,5 meter över havet. Den är 20 meter djup. Arean är 1,44 kvadratkilometer och strandlinjen är 15,45 kilometer lång. Sjön  ingår i Vuoksens huvudavrinningsområde.   Den ligger nära S:t Michel och omkring 200 kilometer nordöst om Helsingfors. 
I sjön finns ön Pienisaari. 